# Lormi
Lormi is een nagar panchayat (plaats) in het district Bilaspur van de Indiase staat Chhattisgarh. 

## Demografie
Volgens de Indiase volkstelling van 2001 wonen er 12.158 mensen in Lormi, waarvan 52% mannelijk en 48% vrouwelijk is. De plaats heeft een alfabetiseringsgraad van 63%. 